# Hyadesia sellai
Hyadesia sellai is een mijtensoort uit de familie van de Hyadesiidae. De wetenschappelijke naam van de soort is voor het eerst geldig gepubliceerd in 1937 door Viets.